# 마리도 엔 알킬레르
《마리도 엔 알킬레르》(스페인어: Marido en alquiler)는 2013년 방영된 미국의 텔레노벨라이다.